# Michael Buckley (acteur)
Pour les articles homonymes, voir Michael Buckley et Buckley (homonymie).
Michael John Buckley est un acteur américain, né en 1975.